# ロータス・81
ロータス・81 (Lotus 81) は、チーム・ロータスが1980年および1981年のF1世界選手権に使用したフォーミュラ1カーである。

## 概要

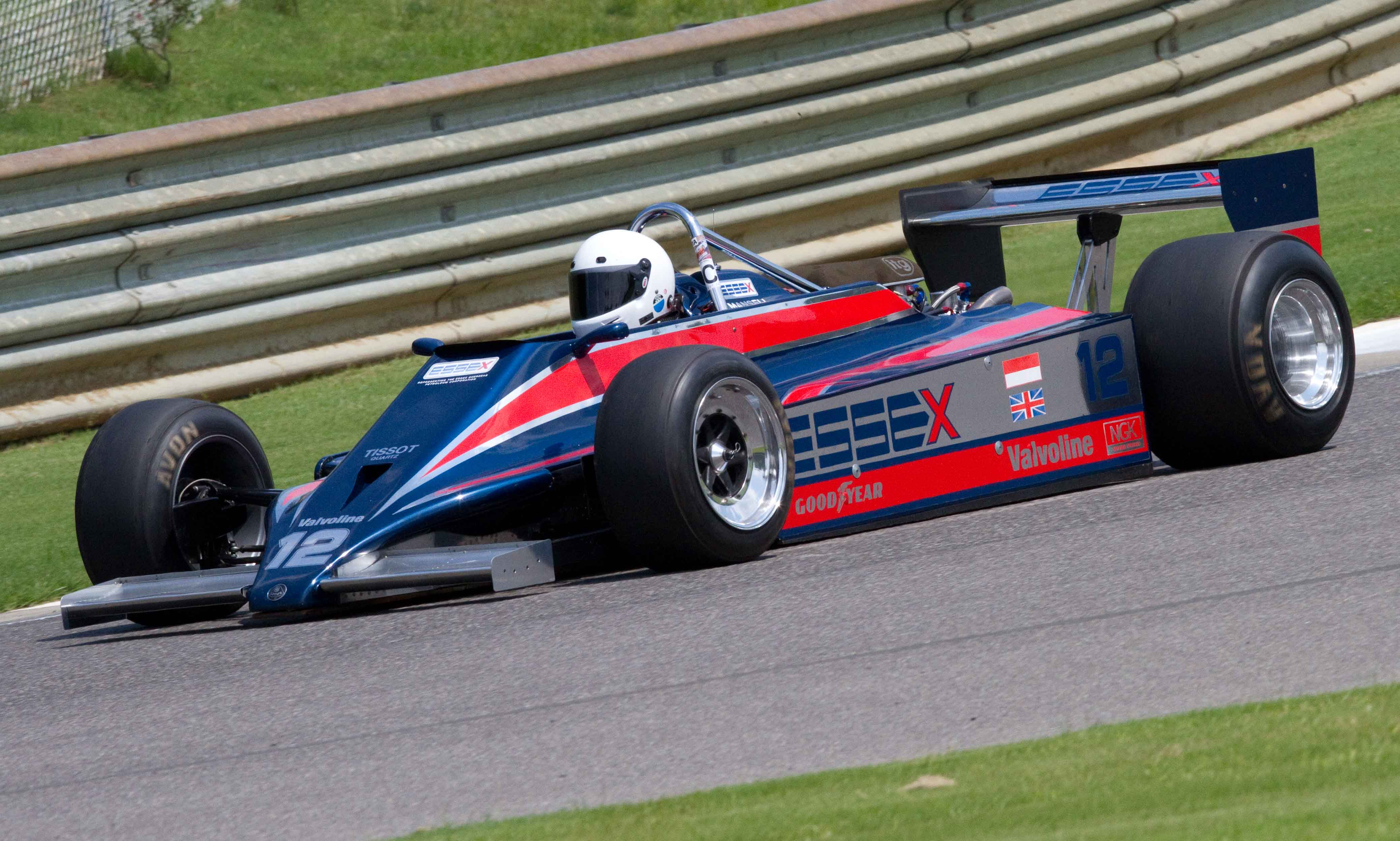
ロータス81

ロータス81は、前年のマシンであるロータス・80をベースに開発された、グラウンド・エフェクト・カーである。ドライバーは、マリオ・アンドレッティとエリオ・デ・アンジェリス。1980年のシーズン途中で3台目のエントリーとしてナイジェル・マンセルが乗り、F1デビューを果たしている。4台製作され、マンセルがデビュー時に使用したシャーシNo.4は、各部が変更された81Bであった。

## 1980年シーズン
この年またタイトルスポンサーが変わり、ボディーカラーはブリティッシュグリーンからエセックスのブルーになった。エントリー名も「チーム・エセックス・ロータス」に変更された。エースドライバーにマリオ・アンドレッティ、セカンドドライバーに前年のカルロス・ロイテマンに代わり、エリオ・デ・アンジェリスとなった。オーストリアGPでは、ナイジェル・マンセルが3台目のエントリーとしてデビューし、計３戦にスポット参戦した。序盤のブラジルGPにてデ・アンジェリスが2位に入賞するが、それが最高位となった。一方のアンドレッティはシーズンを通して6位が最高で、獲得ポイントも僅か１ポイントであった。

## 1981年シーズン
このシーズンは「ツインシャーシ」のロータス・88を投入する予定であったが、レギュレーション違反と判定され出走が認められなかった。代わりに81は第5戦まで使用され、その後は87に切り替えられた。新レギュレーションに合わせてスライディングスカートを廃止し、代わりにフロントウイングが追加された。ドライバーは、エリオ・デ・アンジェリスがエースドライバーに昇格し、ナイジェル・マンセルも正式にセカンドドライバーになった。このシーズンの最高位はベルギーGPでマンセルが81を駆って記録した3位だった。なお、タイトルスポンサーは、エセックスから、シーズン途中に復帰したJPSに変更された。エセックスのサポートは1981年いっぱいまで継続された。

## スペック

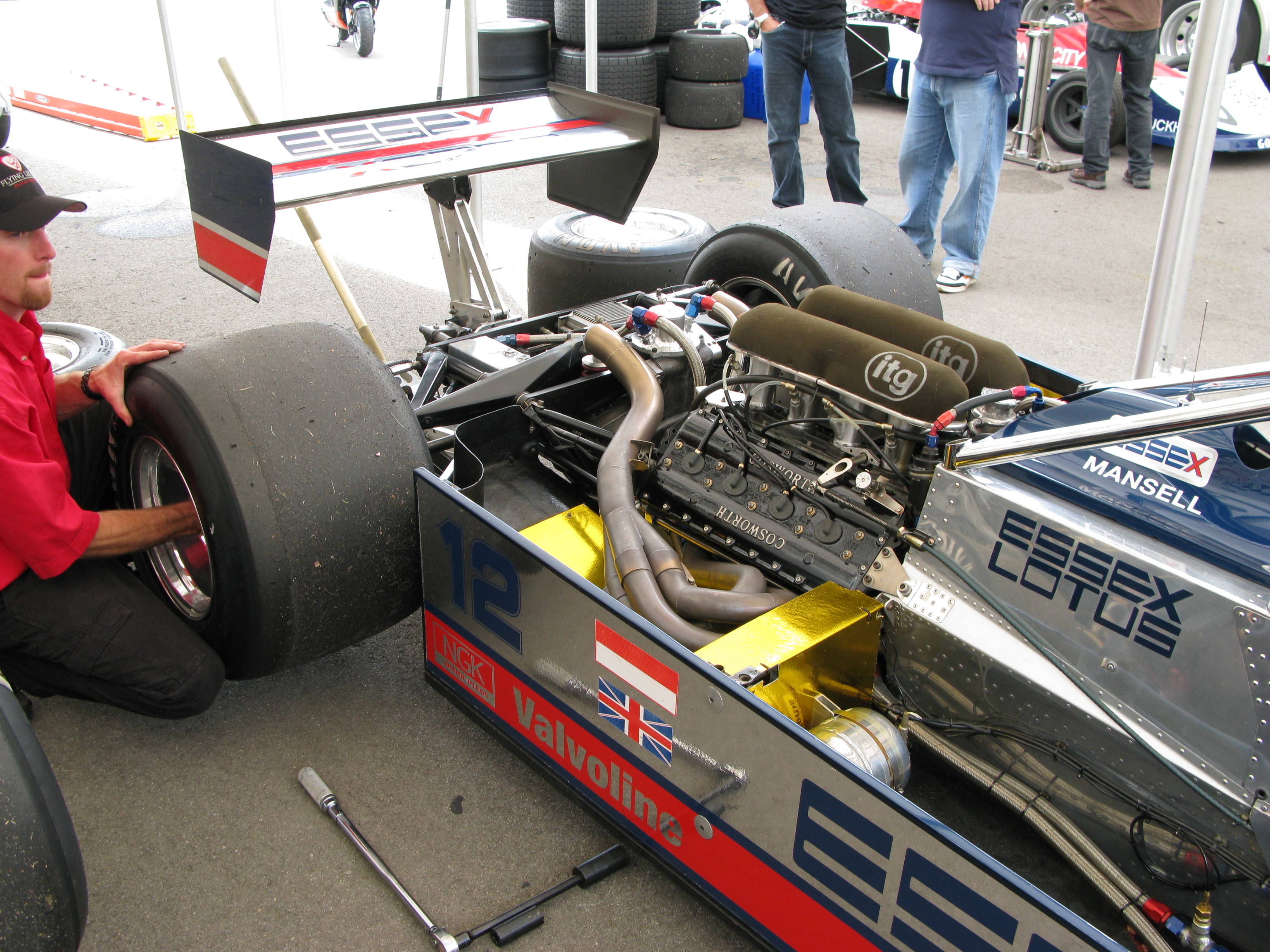
フォードDFV

### シャーシ
- シャーシ名 81(81B)
- シャーシ構造 アルミニウム製モノコック
- サスペンション 前後ロッキングアーム
- タイヤ グッドイヤー（1981年の一時期はミシュラン）
- ギヤボックス ロータス・ヒューランド・FGA 5速マニュアル

### エンジン
- エンジン名 フォード・コスワース・DFV
- 気筒数・角度 V型8気筒・90度
- 排気量 2,993cc
- スパークプラグ NGK
- 燃料・潤滑油 バルボリン・エセックス

## 記録

### 1980年
| 年   | No. | ドライバー               | 1   | 2   | 3   | 4   | 5   | 6   | 7   | 8   | 9   | 10  | 11  | 12  | 13  | 14  | ポイント | ランキング |
| 年   | No. | ドライバー               | ARG | BRA | RSA | USW | BEL | MON | FRA | GBR | GER | AUT | NED | ITA | USE | CAN | ポイント | ランキング |
| ---- | --- | ------------------------ | --- | --- | --- | --- | --- | --- | --- | --- | --- | --- | --- | --- | --- | --- | -------- | ---------- |
| 1980 | 11  | マリオ・アンドレッティ   | Ret | Ret | 12  | Ret | Ret | 7   | Ret | Ret | 7   | Ret | 8   | Ret | Ret | 6   | 14       | 5位        |
| 1980 | 12  | エリオ・デ・アンジェリス | Ret | 2   | Ret | Ret | 10  | 9   | Ret | Ret | 16  | 6   | Ret | 4   | 10  | 4   | 14       | 5位        |
| 1980 | 43  | ナイジェル・マンセル     |     |     |     |     |     |     |     |     |     | Ret | Ret | DNQ |     |     | 14       | 5位        |

- 太字はポールポジション、斜字はファステストラップ、DNQは予選不通過。

### 1981年
| 年   | No. | ドライバー               | 1   | 2   | 3   | 4   | 5   | 6   | 7   | 8   | 9   | 10  | 11  | 12  | 13  | 14  | 15  | ポイント | ランキング |
| 年   | No. | ドライバー               | USW | BRA | ARG | SMR | BEL | MON | ESP | FRA | GBR | GER | AUT | NED | ITA | CAN | CPL | ポイント | ランキング |
| ---- | --- | ------------------------ | --- | --- | --- | --- | --- | --- | --- | --- | --- | --- | --- | --- | --- | --- | --- | -------- | ---------- |
| 1981 | 11  | エリオ・デ・アンジェリス | Ret | 5   | 6   |     | 5   |     |     |     |     |     |     |     |     |     |     | 22*      | 7位        |
| 1981 | 12  | ナイジェル・マンセル     | Ret | 11  | Ret |     | 3   |     |     |     |     |     |     |     |     |     |     | 22*      | 7位        |

- 太字はポールポジション、斜字はファステストラップ、DNQは予選不通過。

* 22ポイントのうち9ポイントが81による得点。